# Markaköl
Markaköl (kaz. Марқакөл; ros. Маркаколь, Markakol) – jezioro w Kazachstanie, w obwodzie wschodniokazachstańskim. Od 2006 roku BirdLife International uznaje je za ostoję ptaków IBA.
Jezioro wchodzi w skład rezerwatu przyrody.

## Warunki naturalne
Jezioro Markaköl położone jest na wysokości 1447 m n.p.m. Zajmuje powierzchnię 445 km² a jego wymiary to 38 na 19 km. Liczy najwyżej 27 m głębokości, średnia głębokość to 14,3 m. Długość linii brzegowej wynosi 105 km. Na północ od jeziora roztaczają się Sarymsakty. W płytszych częściach przy wybrzeżu rosną przedstawiciele rdestu (Polygonum), rogatka (Ceratophyllum) oraz rdestnicy (Potamogeton). W niektórych częściach jeziora występują urwiska i skały. W jeziorze i jego okolicach odnotowano ponad 700 gatunków roślin naczyniowych; w samym jeziorze rośnie ich 30. 

## Fauna
W jeziorze występują m.in. lenok (Brachymystax lenok) i Thymallus arcticus; ogółem akwen zasiedla 6 gatunków ryb. W okolicach jeziora żyje 55 gatunków ssaków. Jest to m.in. 20 gatunków gryzoni, w tym Myospalax myospalax (ślepcowate), gronostaj europejski, rosomak tundrowy, sarna europejska, łoś euroazjatycki i ryś.

### Ostoja ptaków
Od 2006 BirdLife International uznaje jezioro Markaköl i jego okolice za ostoję ptaków ze względu na występowanie 6 gatunków ptaków oraz kryterium A4iii – liczne ptaki związane ze środowiskiem wodnym. Wszystkie gatunki, których występowanie zaważyło na uznaniu ostoi („trigger species”), mają status najmniejszej troski (LC, Least Concern). Są to: jarząbek zwyczajny (Bonasa bonasia), ułar ałtajski (Tetraogallus altaicus), świstun zwyczajny (Mareca penelope), gągoł (Bucephala clangula), nurogęś (Mergus merganser) i perkoz rogaty (Podiceps auritus). Łącznie ze wspomnianymi gatunkami w okolicach jeziora żyje 260 gatunków, z czego 143 tylko gniazduje, 60 zimuje, a 14 pojawia się sporadycznie. Do pospolitszych należy krzyżówka (Anas platyrhynchos), krakwa (Anas strepera), głowienka zwyczajna (Aythya ferina), czernica (Aythya fuligula), gągoł, perkoz dwuczuby (Podiceps cristatus), nurogęś (Mergus merganser), kania czarna (Milvus migrans), błotniak stepowy (Circus macrourus), mewy (Larus), bekas kszyk (Gallinago gallinago), przedstawiciele Perdix, cietrzew zwyczajny (Tetrao tetrix) i jarząbek.